# 香港遊樂園及景點協會
香港遊樂園及景點協會（英文：The Hong Kong Association of Amusement Parks and Attractions，縮寫：HKAAPA），為由香港其中9個大型主題公園及香港旅遊景點單位共同籌備組織中的協會，於2012年7月成立，旨在聯合香港各座主題公園及旅遊景點，提升安全意識、加強會員與廠商及供應商的聯繫，為年青的專業人士及業界菁英提供培訓，以推動香港旅遊業。香港旅遊發展局為觀察員，會列席協會會議一同討論香港旅遊業的推廣事宜。

## 組織
- 主席：貝寶華──海洋公園營業及市務執行總監
- 副主席：盧炳松──香港迪士尼樂園公共事務副總裁

### 創會會員
- 香港海洋公園
- 香港迪士尼樂園
- 昂坪360
- 挪亞方舟
- 香港杜莎夫人蠟像館
- 山頂纜車
- 亞洲國際博覽館
- 天際100
- DHL香港氫氣球

香港遊樂園及景點協會成立後，會邀請其他香港主題公園及旅遊景點加入成為會員。

## 功能

### 宣傳
香港遊樂園及景點協會方便各主題公園及旅遊景點日後可以利用協會的名義，綑綁式地到海外宣傳香港的旅遊景點，一同提升香港旅遊形象。協會代表可以代為簡介各主題公園及旅遊景點的設施及吸引點，各主題公園及旅遊景點屆時可以毋須每次都派遣人員到海外逐次進行相關的宣傳活動。此外，香港遊樂園及景點協會亦會研究一切可行性的推廣活動，包括長遠研究推出通行各主題公園的特別年票的可能性，以提升香港旅遊業形象及吸引力。

### 訓練
與此同時，香港遊樂園及景點協會將會與學術機構──大學、職業訓練局等，合作舉辦課程訓練及培育、酒店管理、服務業及機械維修的人才，以及頒發獲得認可的相關課程證書等。關於機械維修課程的推出及溶入訓練內容之中，乃是鑑於各主題公園增加設備的機動遊戲數量愈益增加，然而目前各主題公園均是各自訓練及培訓相關的人才，缺乏統一性的標準，日後香港遊樂園及景點協會將會透過上述機構，統一課程內容，以提升香港主題公園及旅遊景點的設施安全程度及人員專業技能水平。課程可能是由主題公園派遣專門人員主講，學員於完成課程後，因應各主題公園及旅遊景點的需要而獲得聘請，增加學員於修讀相關課程後的職業可能性，並且擴大發展空間。

## 相關參見
- 香港旅遊業
- 香港旅遊業議會
- 香港旅遊發展局
- 香港主題公園